# باتری پودپانگ

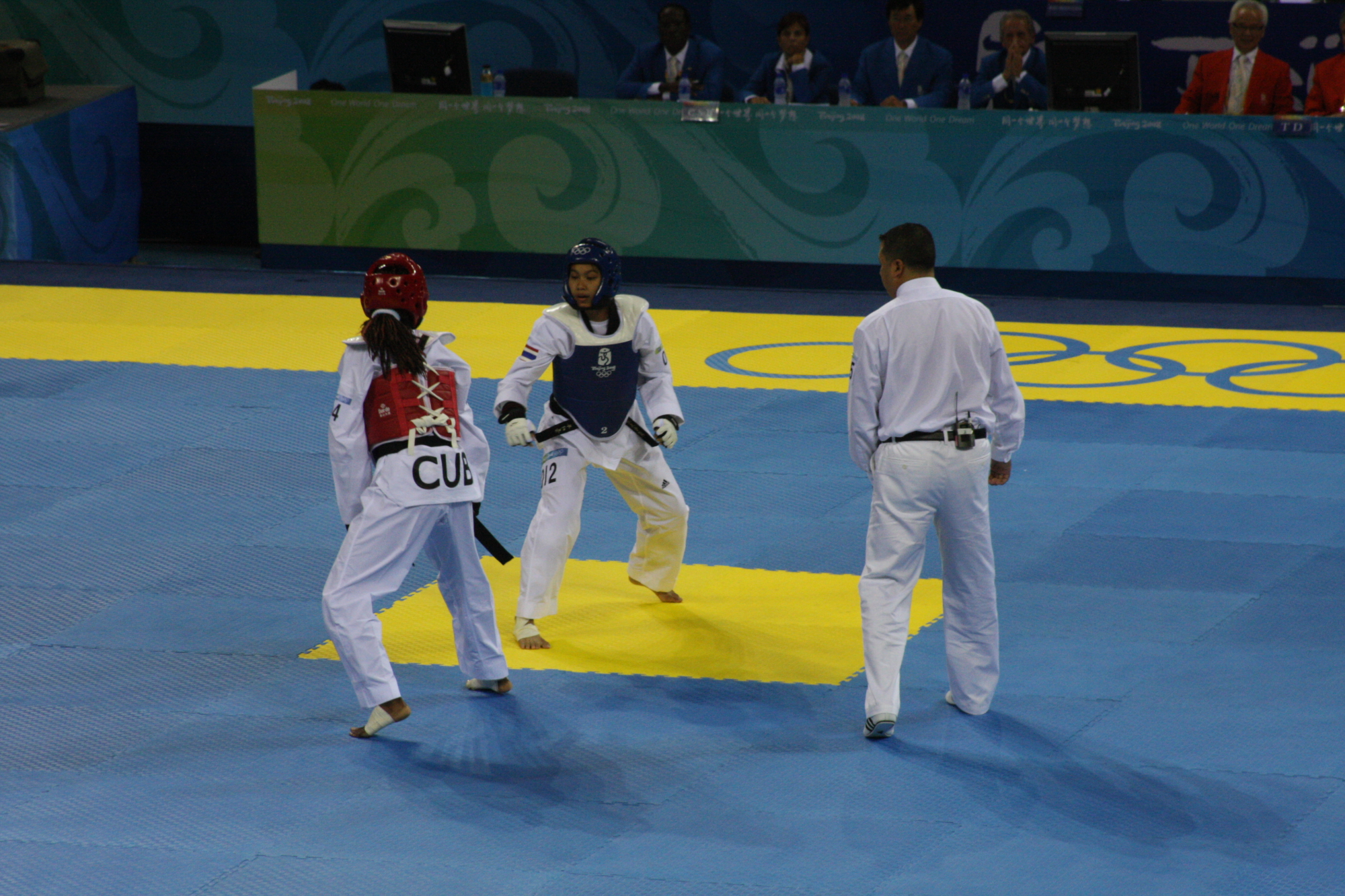
بازی های المپیک تابستانی ۲۰۰۸ - داینلیس مونتجو (کوبا، قرمز) در مقابل. باتری پودپانگ (تایلند، آبی)

باتری پودپانگ ( تایلندی: บุตรี เผือดผ่อง ؛ آرتی‌جی‌اس: Buttri Phueatphong ؛ متولد ۱۶ اکتبر ۱۹۹۰؛ ملقب به سانگ به معنای "دو" ) تکواندوکار زن تایلندی است که در المپیک تابستانی ۲۰۰۸ در وزن زیر ۴۹ کیلوگرم رقابت کرد. او فارغ التحصیل رشته علوم اجتماعی از دانشگاه کاستسارت است.